# Foto-Sharing
Foto-Sharing (englisch photo sharing) ist das Herausgeben und Übertragen von digitalen Fotos, sogenannten Sharepics, im Internet. Meist dienen sie dazu, eine kurze, illustrierte Information, Einladung oder Meinungsäußerung mit wenig Aufwand weiterleiten zu können. Der Anwender kann seine Fotos entweder privat nutzen und sie mit Freunden teilen, meist in Form eines Filehosting-Dienstes, oder sie veröffentlichen und für jedermann sichtbar machen. Die Möglichkeiten bei der Nutzung von Foto-Sharing sind gleichermaßen abhängig von der benutzten Applikation und Webseite, die das Hochladen und die Wiedergabe der Bilder unterstützen. Ähnlich funktionieren auch die Online-Foto-Galerien, die jedoch von individuellen Personen angelegt und verwaltet werden, einschließlich der Fotoblogs.
Die ersten Foto-Sharing-Seiten entstanden ab Mitte der 1990er Jahre und dienten fast ausschließlich der Online-Bestellung von Drucken (Zielfotos). Eine Reihe von weiteren Foto-Sharing-Seiten folgte dann ab Anfang der 2000er Jahre, mit dem Ziel, einen permanenten und zentralen Zugang zu den Benutzerfotos und in manchen Fällen auch Videoclips zur Verfügung zu stellen. Infolgedessen gibt es verschiedene Bemühungen seitens der Anbieter, den Zuwachs von Mitgliedern zu fördern und die Gesamtheit der Aufgaben der jeweiligen Applikation zu verbessern.
Während Fotoblogs oft nur vom Benutzer ausgewählte mittelgroße Fotos in chronologischer Anordnung wiedergeben, bieten Foto-Sharing-Seiten eine Vielfalt an Darstellungsmöglichkeiten wie Thumbnails oder Slideshows. Fotos können nach Alben klassifiziert werden und mit Beschriftungen, Schlagwörtern ("Social Tagging") sowie Untertiteln und Kommentaren versehen werden. Manche Foto-Sharing-Seiten bieten Online-Organisationswerkzeuge, die vergleichbar mit gängigen Fotomanagement-Programmen sind.
Einige Fotomanagement-Programme enthalten eigene Foto-Sharing-Elemente oder Integrationsalternativen zu anderen Seiten, um Bilder auf ihre Seiten hochzuladen. Es gibt auch Anwendungen mit dem Zweck, Foto-Sharing zu betreiben, üblicherweise benutzen diese Peer-to-Peer-Netzwerke. Einfache Foto-Sharing-Funktionen findet man auch in Anwendungen zum Verschicken von Fotos per E-Mail, z. B. per Drag and Drop.
Foto-Sharing ist nicht auf das Internet oder einen Computer beschränkt. Man kann Foto-Sharing auch über ein mobiles Gerät wie z. B. ein Mobiltelefon betreiben. Mit Hilfe der Applikation werden die aufgenommenen Fotos automatisch zu der Foto-Sharing-Webseite oder dem Fotoblog weitergeschickt, entweder direkt oder via MMS. Manche Kameras und Speicherkarten sind mittlerweile standardmäßig mit WLAN und ähnlichen Sharing-Funktionen ausgestattet.